# Chisec
Chisec – miasto w środkowej Gwatemali, w departamencie Alta Verapaz, leżące w odległości około 70 km na północ od stolicy departamentu. Miasto jest siedzibą gminy o tej samej nazwie, która w 2012 roku liczyła 67 423 mieszkańców.